# Мајкл Клејтон (филм)
Мајкл Клејтон (енгл. Michael Clayton) је америчка драма из 2007. сценаристе и редитеља Тонија Гилроја. Била је номинована за седам Оскара (најбољи филм, режисер, главни глумац...), али је једино Тилда Свинтон добила Оскар за најбољу споредну глумицу.